# 麻井宇介
麻井 宇介（あさい うすけ、1930年7月16日 - 2002年6月1日）は、日本のワイン醸造家、評論家。現代日本ワインの父と称される。

## 人物・生涯
東京都出身。本名・浅井昭吾。
1953年、東京工業大学工学部卒、三楽（現・メルシャン）入社。オーシャン軽井沢ディスティラリー、メルシャン勝沼ワイナリー勤務。のち藤沢工場長。第二製造部長を経て、ワイン部長兼輸入酒部長。山梨県ワイン酒造組合会長も務めた。
1978年、リュブリアナ国際ワインコンクール、1984年、ブルガリア国際ワイン・コニャック・ブランデーコンクール審査委員を務めた。
彼に影響を受けて国産ワイン醸造に挑んだ青年たちを描いた河合香織のノンフィクション『ウスケボーイズ 日本ワインの革命児たち』は、映画化もされた。 

## 著書
- 『比較ワイン文化考 教養としての酒学』1981年 中公新書
- 『ブドウ畑と食卓のあいだ ワイン文化のエコロジー』日本経済評論社 1986年 のち中公文庫
- 『「酔い」のうつろい 酒屋と酒飲みの世相史』日本経済評論社（<食>の昭和史）1988年
- 『ワインを気軽に楽しむ 豊潤なバッカスの世界への招待』1992 講談社カルチャーブックス
- 『日本のワイン・誕生と揺籃時代 本邦葡萄酒産業史論攷』日本経済評論社 1992年
- 『ワインづくりの四季 勝沼ブドウ郷通信』東京書籍（東書選書）1992年
- 『酒・戦後・青春』TaKaRa酒生活文化研究所（酒文ライブラリー）2000年
- 『ワインづくりの思想 銘醸地神話を超えて』2001年（中公新書）
- 『日本のワイン・誕生と揺籃時代 本邦葡萄酒産業史論攷』日本経済評論社 2003年

### 共著
- 『ウイスキーの本』碧川泉共著 井上書房 1963年

## 演じた人物
- 橋爪功（映画『ウスケボーイズ』、2018年、監督：柿崎ゆうじ）